# Мельничук Юрій Степанович
Юрій Степанович Мельничук (7 травня 1921, село Мала Кам'янка, тепер Коломийського району Івано-Франківської області — 12 серпня 1963, місто Львів) — український комуністичний письменник-публіцист, літературознавець, кандидат філологічних наук і громадський діяч. Депутат Верховної Ради СРСР 6-го скликання.

## Біографічні відомості
Народився в селянській родині. Навчався у ремісничій гімназії. У 1938 році, за участь у робітничому русі, був виключений з гімназії і переданий до суду, за рішенням якого був позбавлений права на подальше навчання. З 1937 по 1939 рік працював столяром у приватній майстерні міста Коломиї.
Після радянської анексії Західної України, у 1939–1940 роках — секретар тимчасового робітничо-селянського революційного комітету в села Мала Кам'янка на Станіславщині. У 1940–1941 роках працював у Коломийському районному комітеті ЛКСМУ Станіславської області та в редакції міської газети «Червоний прапор». Тоді ж друкуються його перші літературні твори.
У період 1941–1945 років брав участь у німецько-радянській війні. З початку й до закінчення війни — у лавах Червоної армії. Спочатку як простий червоноармієць, згодом як командир розвідувального взводу. Продовжив службу як командир окремої 138-ї мотострілецької розвідувальної роти на Воронезькому фронті. Закінчив війну на посаді помічника начальника військової розвідки у штабі 40-ї армії на 1-му та 2-му Українських фронтах. Брав участь у боях під Харковом, у боях в Румунії та Угорщини. Був тричі поранений (у 1941, 1942 і 1943 роках) і контужений. Враження від війни використані в роботі над низкою літературно-критичних статей і досліджень. Член ВКП(б) з 1942 року.
У 1945–1946 роках навчався у Військовій академії імені Фрунзе, у 1946–1948 роках — в Республіканській партійній школі при ЦК КП(б) України. Закінчив екстерном Львівський державний університет (1950).
У 1948–1951 роках працював старшим редактором поезії та головним редактором видавництва «Радянський письменник». З 1951 року — головний редактор журналу «Жовтень» (нині — «Дзвін»).
У 1955 році обраний депутатом Львівської обласної ради депутатів трудящих, з 1962 року — депутат ВР СРСР 6-го скликання. Брав участь у 15-ій і 16-й сесіях Генеральної асамблеї ООН. Помер у Львові 12 серпня 1963 року, похований на Личаківському цвинтарі.

## Творчість
Автор гострих радянських політичних памфлетів антиклерикального та антинаціоналістичного спрямування. У своїх творах він гнівно та полум'яно викривав «українських буржуазних націоналістів». Водночас виступав проти шовінізму та недовіри радянської влади до західноукраїнського населення, безпідставного і огульного звинувачення його в «бандитизмі», піднімав важливі питання розвитку української культури, зокрема української мови як державної, національних традицій. Сприяв друку творчості Андрія Чайковського та Олександра Олеся.
Твори: Памфлети і публіцистичні праці — «Слуги жовтого диявола» (1957), «Поріддя Іуди», «Уолл-стрітівський шарманщик» (1958), «Коли кров холоне в жилах», «Папи родяться в комині», «Обличчя божого воїнства» (1960), «До раю навпростець», «Оказії з попами» (1961), «Мовою серця», «Правді служити» (1962), «Плем'я упирів» (1963), «Продай-душі» (1967), «Сонцю світити вічно», «Під чужим порогом» (1974); кіноповість «Роки і долі» (1961), нарис «Вирване серце» (1966), літературно-критичні праці.
Автор сценаріїв документальних фільмів: «Народ звинувачує» (1959), «Молодість звільненого краю» (1959, у співавт.).
Був членом Спілки письменників України з 1950 року, у 1953—1954 роках — член правління львівської організації СПУ.

## Нагороди та премії
Нагороджений орденами Червоного Прапора, Червоної Зірки, медалями «За бойові заслуги», «За перемогу над Німеччиною у Великій Вітчизняній війні» та ін.
Лауреат Республіканської премії імені Я. Галана (1964).

## Родина
Дружина — Мельничук-Лучко Леонтина Тимофіївна (1926-2000), кандидат мистецтвознавства, доцент кафедри гуманітарних дисциплін Львівської державної консерваторії імені М. В. Лисенка.

## Посмертне вшанування
- 1964 рік — його ім'ям було названо площу у Львові;
- 1966 рік — посмертно удостоєний звання «Почесний громадянин м. Львова»;
- 1971 рік — з нагоди 50-річчя від дня народження, на фасаді будинку по вул. Жовтневій, 51 (нинішня вул. Дорошенка), де він мешкав встановлено меморіальну таблицю, яка, повідомляє, що «В цьому будинку 1959-1963 рр. жив і працював український радянський письменник Ю. С. Мельничук»[4]. Демонтована в травні 2018 рухом С14 та ДР ОУН[5];
- 1973 рік — йому на однойменній площі у Львові встановлений пам'ятник, який 1991 року демонтований;
- Його іменем було названо школу в рідному селі.

Будинок, у якому мешкав Ю.  Мельничук
Меморіальна таблиця Ю. Мельничуку